# کنزه التازی
کنزه التازی (عربی: كنزة التازي؛ زادهٔ ۶ فوریه ۱۹۹۶) اسکیباز آلپاین مراکشی-آمریکایی است که در بازی‌های المپیک زمستانی ۲۰۱۴ به نمایندگی از مراکش در رشته‌های اسلالوم و اسلالوم غول‌پیکر شرکت کرد.

## اوایل زندگی
کنزه التازی در ۶ فوریهٔ ۱۹۹۶ در بوستون، ماساچوست متولد شد. او از سه‌سالگی اسکی کردن را آغاز کرد و در دوازده‌سالگی به اولین باشگاه اسکی خود پیوست. تازی در این باره گفته است: «خانواده‌ام هر سال در فصل زمستان مرا برای یک هفته به اسکی می‌بردند و همین سفرها عشق من به این ورزش را بیشتر کرد.»

## حرفه اسکی
تازی پس از رقابت در پیست اسکی بین‌المللی، رتبه‌بندی بالایی کسب کرد و توانست برای بازی‌های المپیک زمستانی ۲۰۱۴ در سوچی روسیه واجد شرایط شود. این موفقیت پس از بهبودی او از آسیب رباط صلیبی به دست آمد که یک سال قبل در آنسل دچارش شده بود.  او که مراکشی‌الاصل و متولد ایالات متحده است، با استعدادهای خود به عنوان نمایندهٔ مراکش در المپیک زمستانی ۲۰۱۴ انتخاب شد و همراه اسکی‌باز همتیمی‌اش، آدام لامحمدی، در این مسابقات حضور یافت.
تازی اعتراف کرد که انتظار مدال‌آوری نداشت و گفت: سعی می‌کنم از مسابقه لذت ببرم. نه تکنیک مدال‌آوری دارم و نه تجربهٔ حضور در چنین رویداد ورزشی بزرگی را، بنابراین اهدافم متفاوت است. من بیشتر برای اسکی کردن و تقویت مهارت‌هایم اینجا هستم. او در اسلالوم غول‌پیکر زنان به رتبهٔ ۶۲ و در اسلالوم معمولی به جایگاه ۴۵ رسید.

## همچنین ببینید
- مراکش در بازی های المپیک زمستانی 2014